# اچ‌ام‌اس جیپسی (۱۸۹۷)

{{Infobox ship characteristics
اچ‌ام‌اس جیپسی (۱۸۹۷) (به انگلیسی: HMS Gipsy (1897)) یک کشتی بود که طول آن ۲۱۵ فوت ۶ اینچ (۶۵٫۶۸ متر) Length overall بود. این کشتی در سال۱۸۹۷ (میلادی)|۱۸۹۷]] ساخته شد.